# 科希策國際機場
科希策國際機場是斯洛伐克第二大城市科希策的一座軍民合用機場，亦是斯洛伐克目前擁有三座定期民用機場之一，位於科希策市南部的以西，啟用於1950年。

## 航空公司與目的地
截至2024年3的航點如下：
| 航空公司     | 目的地               |
| ------------ | -------------------- |
| 維茲航空     | 倫敦—魯頓            |
| 波蘭航空     | 華沙                 |
| 瑞士國際航空 | 蘇黎世               |
| 奧地利航空   | 維也納               |
| 瑞安航空     | 倫敦、布拉格、利物浦 |

## 外部連結
- 官方網站 （页面存档备份，存于）（斯洛伐克文）（英文）（匈牙利文）（德文）